# 나이아가라폴스역 (온타리오주)
나이아가라폴스역(Niagara Falls Station)은 캐나다 온타리오주 나이아가라폴스에 있는 철도역으로, GO 트랜싯의 레이크쇼어 웨스트선 통근열차가 이 역에 종착하고 토론토와 뉴욕을 잇는 메이플 리프 열차도 이곳에 정차한다.
나이아가라강 맞은 편인 미국 뉴욕주에는 같은 이름의 다른 역이 위치해있다.

## 위치
나이아가라폴스역은 나이아가라폴스 구도심의 브릿지 스트리트와 이리 애비뉴에 위치해있다. 역 바로 앞에는 나이아가라폴스 버스 터미널이 위치해있고 나이아가라 폭포에서 북쪽으로 3km가량 떨어져있다.
선로상으로는 캐나다 내셔널 철도 (CN) 그림스비선 0.6마일 (1km) 지점에 위치해있으며, 서쪽으로는 웰랜드 운하를 건너 세인트캐서린스역에 다다르고, 동쪽으로는 나이아가라강을 건너 미국 뉴욕주의 동명의 역에 도착한다. 나이아가라강을 기점으로 CN 그림스비선에서 CSX 교통의 나이아가라선으로 이어진다.

## 역사
나이아가라 지역의 철도 역사는 19세기 중순으로 거슬러 올라가는데, 그레이트 웨스턴 철도가 온타리오주 남부를 잇는 첫 철도 노선을 건설하였다. 1848년에는 나이아가라폴스 브릿지가에 강 양쪽을 잇는 임시 현수교가 지어지면서 캐나다쪽에 정착지가 형성되었고, 마을 이름을 캐나다 총독의 이름을 따서 엘긴 (Elgin)으로 지어졌다. 미국쪽에도 정착지가 형성되었는데 이는 벨뷰 (Bellevue)라고 명명하였다.
1849년, 그레이트 웨스턴 철도는 나이아가라폴스로 철도를 연장하는 공사를 착공하였다. 이 공사를 맡게 된 건 새뮤얼 지머맨으로, 1842년에 미국 펜실베이니아주에서 오늘날의 캐나다로 이주해 나이아가라폴스의 설립자로 알려진 건설계의 거물이였다. 해밀턴과 나이아가라폴스를 잇는 첫 열차는 1853년 11월에 운행을 개시하였다. 1855년에는 나이아가라폴스 현수교가 정식 개통하면서 세계에서 처음으로 철도 현수교가 지어졌고, 이 현수교를 통해 그레이트 웨스턴 철도는 미국 뉴욕주까지 연결되었다.
1853년, 그레이트 웨스턴 철도는 브릿지가에 당시 마을 이름을 따서 클리프턴 (Clifton) 역을 개통하였다. 개통 당시만 해도 인구가 100명 남짓이였던 클리프턴은 철도역 개통 4년 뒤인 1857년에 인구가 2,000명으로 불어났다. 브릿지와 이리가에 개통한 역 건물은 단촐한 판자 건물이였다. 철도역에는 그레이트 웨스턴 식당이 있었는데, 이곳에는 간편한 식사와 술을 제공하였다. 1879년에 판자 건물은 화재로 전소하였고, 원인은 방화로 추정된다.
그레이트 웨스턴 철도는 1879년에 바로 대체 역사를 건설하였다. 고딕 복고양식의 이 건물은 2층 벽돌 건물과 단층으로 된 동관과 서관이 있는데, 빅토리아 시대에 지어진 다른 철도역과 마찬가지로 화려한 장식과 합강지붕으로 이루어졌다. 1951년 이전까지만 해도 남녀를 위한 대합실이 따로 나뉘었는데, 역 중앙에 있는 매표소가 두 대합실로 연결되어있고, 배가 불룩한 난로를 통해 양쪽 대합실의 난방을 하였다. 수하물 취급소는 서관 끝에 있었다.
브릿지가에 지어진 철도역은 나이아아가라폴스 시내 상권 형성에 적지 않은 기여를 하였다. 캐나다-미국 국경을 끼고 있는 철도역을 따라 19세기 후반과 20세기 초반에 온타리오주 남부와 미국 북동부로 수많은 물자를 수송하였다. 역 근처에는 호텔과 모텔이 하나둘씩 자리잡았고, 인근 퀸가를 따라 시내 상권이 활성화되었다.
나이아가라폴스를 잇는 선로와 철도역의 소유주는 몇 차례 이관되었다. 1884년에는 그레이트 웨스턴 철도가 그랜드 트렁크로 인수되고, 1923년에는 재정 문제로 난항을 겪던 그랜드 트렁크가 캐나다 내셔널 철도로 인수되었다.
1951년에는 역 보수 공사를 거쳐 남녀 구분 대합실을 하나로 통합하였고, 1967년에는 식당이 입점했던 동관이 일부 철거되었다.
1970년대 후반에는 CN이 여객철도 운행을 중단하고 화물만 취급하면서 운영 기관이 VIA 철도로 다시 이관되었다. 2012년에는 VIA 철도의 예산 감축으로 토론토와 나이아가라폴스를 잇는 열차 운행이 중단되고, VIA와 암트랙이 공동으로 운행하는 토론토-뉴욕 간 메이플 리프 열차만 하루 한 번씩 정차하게 되었다. 2012년 10월에는 또한 역이 무인화되면서 매표소가 사라지고 자동판매기로 대체되었다.
2009년부터는 GO 트랜싯도 토론토와 나이아가라폴스를 잇는 통근열차를 여름 기간 동안 주말과 공휴일에 운행하게 되면서 GO 통근열차도 이곳에 정차하게 되었다. 2009년과 2010년에 시범으로 운행하던 주말 통근열차는 2011년에 정식으로 운행하였다. 2019년 1월부터는 토론토 유니언역과 나이아가라폴스를 오가는 통근열차가 평일에도 1회씩 운행하게 되었다.

## 시설
이 역은 직원이 상주하지 않는 무인역이다. 이 역에서 표를 구매하고자 하는 VIA 철도 및 암트랙 승객은 역 안에 있는 자동판매기를 통해 표를 구매할 수 있다. GO 트랜싯 승객은 역 내부에 있는 자동판매기를 통해 표를 구매하거나 프레스토 카드를 충전할 수 있으며, 역 바로 앞에 있는 버스 터미널의 매표소가 매일 오전 9시부터 오후 5시까지 개방한다.
역 내부에는 대합실, 화장실, 공중전화는 물론 환승객을 위한 정차 구역이 있다. 역은 출입구, 승강장, 화장실, 열차 등 장애인 및 교통약자가 이용할 수 있다.

### 입국 심사
토론토와 뉴욕을 오가는 메이플 리프 열차를 이용할 시에 미국행 비행기처럼 캐나다에서 미국 사전입국심사를 받는 시설이 존재하지 않는다. 이에 따라 뉴욕행 기차를 타고 미국에 입국하는 승객은 뉴욕주 나이아가라폴스역에 진입할 때 미국 관세국경보호청 직원으로부터 미국 입국심사를 받게 되고, 토론토행 기차를 타고 캐나다에 입국하는 승객은 온타리오주 역에 진입할 때 캐나다 국경관리청 직원으로부터 캐나다 입국심사를 받게 된다.
2020년 1월, 척 슈머 뉴욕주 상원의원은 새로 지은 뉴욕주 나이아가라폴스역에 캐나다 사전입국심사를 진행할 것을 촉구하였다. 슈머 의원은 암트랙 승객들이 천정이 없는 실외에서 입국심사를 받는 것이 불쾌하다며 새로 지은 시설에 국경 직원을 배치해 입국심사를 그곳에서 진행할 것을 제안하였으나, 캐나다 국경관리청은 사전입국심사에 대한 별다른 계획이 없다고 밝혔다.

## 운행 계통
나이아가라폴스역에는 토론토 유니언역과 나이아가라폴스를 오가는 GO 트랜싯 레이크쇼어 웨스트선 통근열차가 정차한다. 이 열차는 평일 아침에 토론토 방면으로 1회, 저녁에 나이아가라폴스 방면으로 1회 정차하며, 토론토와 나이아가라폴스 사이 모든 역에 정차한다. 빅토리아의 날부터 추수감사절까지 주말과 공휴일에는 이 열차가 급행으로 토론토 방면으로 3회, 나이아가라폴스 방면으로 3회 정차한다.
나이아가라폴스역과 벌링턴역, 던다스 환승 주차장을 잇는 12번 버스가 역 앞에 있는 버스 터미널에 정차한다.
VIA 철도와 암트랙이 공동으로 운행하는 토론토-뉴욕 간 메이플 리프 열차는 2020년 3월에 코로나19 여파로 운행이 중단되었고, 2022년 6월 27일에 운행 재개를 앞두고 있다.

## 버스 연결편
나이아가라폴스역 바로 맞은편에 있는 나이아가라폴스 버스 터미널에서는 나이아가라폴스의 시내버스, 관광 셔틀버스, GO 트랜싯 광역버스는 물론 토론토, 뉴욕 등지를 잇는 시외버스도 정차한다.

### 시내버스
나이아가라폴스 버스 터미널에는 나이아가라폴스 교통이 운행하는 다음과 같은 시내버스가 정차한다.
- 102: 병원 (월-토 운행): 나이아가라 병원, 메인가 경유, 모리슨 / 도체스터 방면
- 104: 빅토리아 애비뉴 (월-토 운행): 빅토리아 애비뉴 경유, 메인 / 페리 방면
- 108: 소롤드스톤 로드 (월-토 운행): 소롤드스톤 로드 경유, 모리슨 / 도체스터 방면
- 204: 빅토리아 애비뉴 (월-토 저녁, 일요일 및 공휴일 운행): 빅토리아 애비뉴 경유, 메인 / 페리 방면

나이아가라폴스 교통과 나이아가라 공원국은 폭포 등 관광명소를 오가는 WEGO 셔틀버스를 운행한다. 이 중 녹색 선은 나이아가라 나비온실과 나이아가라폴스역, 테이블 록 센터와 래피즈뷰 주차장을 오간다.
GO 트랜싯 통근열차나 버스와 나이아가라폴스 시내버스와 관광 셔틀버스 사이에는 환승 할인이 없으며, 별도의 요금이 부과된다.

### 광역버스
나이아가라폴스 버스 터미널에 정차하는 GO 트랜싯 버스는 다음과 같다.
| 노선 | 노선                    | 노선                    | 종점                       | 종점 | 종점                       | 경유지 | 기준일          | 비고 |
| ---- | ----------------------- | ----------------------- | -------------------------- | ---- | -------------------------- | --- | --------------- | ---- |
| 12   | 나이아가라폴스 / 토론토 | Niagara Falls / Toronto | 나이아가라폴스 버스 터미널 | ↔    | 던다스 / 407번 환승 주차장 | 스탠리 / 420번 · 나이아가라 대학 나이아가라온더레이크 캠퍼스 · 세인트캐서린스 페어뷰몰 · 온타리오 / QEW · 카사블랑카 / QEW · 센테니얼 / QEW · 벌링턴역 · 던다스 / 407번 | 2023년 6월 24일 |      |
| 12B  | 나이아가라폴스 / 토론토 | Niagara Falls / Toronto | 나이아가라폴스 버스 터미널 | ↔    | 벌링턴역                   | 스탠리 / 420번 · 벌링턴역 | 2023년 6월 24일 |      |

### 시외버스
나이아가라폴스 버스 터미널에서 운행하는 시외버스 노선은 다음과 같다.
| 운행사   | 경유지                             |
| -------- | ---------------------------------- |
| 메가버스 | 세인트캐서린스 · 그림즈비 · 토론토 |

나이아가라폴스에는 토론토와 뉴욕을 오가는 플릭스버스의 시외버스가 정차하지만 버스 터미널이 아닌 폴스뷰 블루버드에 있는 힐튼 엠버시 스위트 호텔에 정차한다.

## 인접 정차역
| CN 그림스비선                     | CN 그림스비선                 | CN 그림스비선              |
| --------------------------------- | ----------------------------- | -------------------------- |
| 나이아가라폴스 (뉴욕주) 뉴욕 방면 | VIA 철도 / 암트랙 메이플 리프 | 세인트캐서린스 토론토 방면 |
| 시·종착역                         | GO 트랜싯 레이크쇼어 웨스트선 | 세인트캐서린스 유니언 방면 |